# اندیس مرمریت قره تپه خوی (الله وردی خلیل‌زاده)
مرمریت قره تپه خوی (الله وردی خلیل زاده) یک اندیس مصالح ساختمانی است که در  استان آذربایجان غربی قرار دارد و مادهٔ معدنی موجود در آن، مرمریت است. سنگ میزبان این اندیس آهگهای پلاژیک است  